# Alex Lopes do Nascimento
Alex Lopes do Nascimento (* 22. April 1969 in Astorga) ist ein ehemaliger brasilianischer Fußballspieler.

## Karriere
Alex begann seine Karriere bei AA Batel und spielte unter anderem auch bei Athletico Paranaense. 1995 feierte er mit dem Verein die Zweitligameisterschaft und den Aufstieg in die erste Liga. 1997 wechselte er zum japanischen Erstligisten Cerezo Osaka. 1998 kehrte er nach Brasilien zurück. Hier unterschrieb er einen Vertrag bei Portuguesa. Anschließend wechselte er jede Saison den Verein. Danach spielte er bei Avaí FC, América FC (SP) und Londrina EC. 2007 beendete er seine Karriere als Fußballspieler.